# Rainer Specht
Rainer Specht (* 10. Januar 1930 in Olpe) ist ein deutscher Philosoph.

## Leben
Rainer Specht, studierte von 1949 bis 1956 Philosophie, Theologie, romanische Philologie und Pädagogik in Paderborn, München, Salamanca und Münster. An der Universität München wurde er 1954 zum Dr. phil. promoviert. Zu seinen akademischen Lehrern gehören Heimo Dolch, Heinz Schürmann, Alois Dempf, Richard Rudolf Walzer und Carl Friedrich von Weizsäcker.
Von 1957 bis 1964 war er wissenschaftlicher Assistent bei Carl Friedrich von Weizsäcker an der Universität Hamburg, wo er sich 1964 habilitierte und anschließend bis 1967 als Privatdozent lehrte. Von 1967 bis 1995 wirkte er als Ordinarius für Philosophie an der Universität Mannheim. Seit 1995 arbeitet er als Emeritus.
Spechts Forschungsschwerpunkt liegt auf den Übergängen der Philosophie von der Scholastik in die Neuzeit. Seine zuletzt erschienenen Bücher über Wolff und Weigel untersuchen das Verhältnis der Philosophie zu den sich herausbildenden empirischen Wissenschaften im 17. und frühen 18. Jahrhundert.

## Schriften (Auswahl)
Monographien
- Das Ethos des Georgekreises. Grundlagen und Grenzen. München 1954. (zugleich Dissertation, München 1954)
- Commercium mentis et corporis. Über Kausalvorstellungen im Cartesianismus. Stuttgart-Bad Cannstatt 1966. (zugleich Habilitationsschrift, Hamburg 1962).
- René Descartes. Mit Selbstzeugnissen und Bilddokumenten. Reinbek, zuerst 1966, ISBN 3-499-50117-1.
- Innovation und Folgelast. Beispiele aus der neueren Philosophie- und Wissenschaftsgeschichte (= Problemata Band 12). Stuttgart-Bad Cannstatt 1972, ISBN 3-7728-0377-6.
- Francisco Suárez. Über die Individualität und das Individuationsprinzip : (5. metaphys. Disputation), hrsg., übers. u. mit Erl. vers. von Rainer Specht. Hamburg 1976. ISBN 978-3-7873-0377-9.
- Rationalismus, in: Geschichte der Philosophie in Text und Darstellung, hrsg. von R. Bubner, Bd. V (=UB 9915). Stuttgart 1989, ISBN 3-15-009915-3.
- John Locke (=Beck‘sche Reihe 518), München 1989, ISBN 3-406-33217-X sowie (=Beck‘sche Reihe Denker 518) München 22007, ISBN 978-3-406-55928-0.
- Das Allgemeine bei Locke. Berlin/Boston 2011, ISBN 978-3-11-026849-2.
- Christian Wolff. Disquisitio philosophica de loquela. Philosophische Untersuchung über die Sprache. Lateinisch-Deutsch. Übersetzung und Kommentar. Hamburg 2019. (Philosophische Bibliothek 727).
- Erhard Weigels Philosophie. Denken und Werk eines Lehrers von Leibniz und Pufendorf, mit zwei Beiträgen von Wolfgang Detel. Hamburg 2023, ISBN 978-3-7873-4400-0.

Herausgeberschaften
- 1986 bis 1993 Herausgeber des Archivs für Geschichte der Philosophie (Jgg. 68–75)
- (mit H,-M. Pawlowski und S. Smid) Die praktische Philosophie Schellings und die gegenwärtige Rechtsphilosophie. Stuttgart 1989
- (mit N. Hinske) Raffaele Ciafardone, Die Philosophie der deutschen Aufklärung: Texte und Darstellung. Stuttgart 1990,

Aufsätze
- „Über den juristischen Realismus Giambattista Vicos“. Philosophisches Jahrbuch, Bd. 63, 1955, S. 166–189. URL: http://philosophisches-jahrbuch.de/wp-content/uploads/2019/01/PJ63_S166-189_Specht_%C3%9Cber-den-juristischen-Realismus-Giambattista-Vicos.pdf (aufgerufen: 5. April 2024).
- „Turm über dem Menschenleben. Zu Matéo Alemáns vergessenem Schelmenroman“. Hochland Bd. 49, 1956/57, S. 252–259.
- „Zur Struktur formal-material gebauter Rechtsphilosophien“. Archiv für Rechts- und Sozialphilosophie Bd. 44, 1958, S. 475–493.
- „Zur Kontroverse von Suarez und Vasquez über den Grund der Verbindlichkeit des Naturrechts“. Archiv für Rechts- und Sozialphilosophie Bd. 45, 1959, S. 235–55. JSTOR:23678166 (aufgerufen: 5. April 2024)
- „Zur Bezeichnung unzureichender Zweitursachen bei Francisco Suarez“. Festschrift für Alois Dempf (= Philosophisches Jahrbuch Bd. 68). München 1960, S. 383–393. URL: https://philosophisches-jahrbuch.de/wp-content/uploads/2019/01/PJ68_S382-393_Specht_Zur-Bezeichnung-unzureichender-Zweitursachen-bei-Francisco-Suarez.pdf (aufgerufen: 5. April 2024).
- „Über Descartes‘ politische Ansichten“, in: Der Staat Bd. 3, 1964, S. 281–294. JSTOR:43639413 (aufgerufen: 7. April 2024).
- „Les idées innées chez Locke“. Archives de Philosophie vol. 34, 1971. S. 245–64. JSTOR:43033337 (aufgerufen: 5. April 2024).
- „Über „occasio“ und verwandte Begriffe vor Descartes“. Archiv für Begriffsgeschichte Bd. 15, 1971, S. 215–255. DigiZeitschriften, URL: https://resolver.sub.uni-goettingen.de/purl?PPN514293268_0015 (aufgerufen: 12. April 2024).
- „Über „occasio“ und verwandte Begriffe bei Zabarella und Descartes“. Archiv für Begriffsgeschichte Bd. 16, 1972, S. 1–27.- DigiZeitschriften, URL: https://resolver.sub.uni-goettingen.de/purl?PPN514293268_0016 (aufgerufen: 12. April 2024)
- „Über „occasio“ und verwandte Begriffe im Cartesianismus I“. Archiv für Begriffsgeschichte Bd. 16, 1972, S. 198–226. DigiZeitschriften, URL: https://resolver.sub.uni-goettingen.de/purl?PPN514293268_0016 (aufgerufen: 12. April 2024)
- „Über „occasio“ und verwandte Begriffe im Cartesianismus II“. Archiv für Begriffsgeschichte Bd. 17, 1973, S. 36–65. DigiZeitschriften, URL: https://resolver.sub.uni-goettingen.de/purl?PPN514293268_0017 (aufgerufen: 12. April 2024).
- "Über den Zugang zu Theodizeen". Einheit und Vielheit: Festschrift für Carl Friedrich von Weizsäcker zum 60. Geburtstag, hrsg. von Erhard Scheibe und Georg Süssmann. ISBN 978-3-525-30124-1. Göttingen 1973, S. 91–97.
- „Vorverständnis und Realität“. Forschung an der Universität Mannheim 76/77, S. 57–68.
- „Materialien zum Naturrechtsbegriff der Scholastik“. Archiv Für Begriffsgeschichte Bd. 21, 1977, S. 86–113. JSTOR:24359449 .(aufgerufen: 5. April 2024)
- „Zur Metaphysik-Funktion der Philosophie“. Wozu Philosophie?, hrsg. von H. Lübbe, ISBN 3-11-007513-X. Berlin u. a. 1978, S. 163–180.
- „Über empirische Ansätze Lockes“. Allgemeine Zeitschrift für Philosophie Bd. 2, 1977, S. 1–36.
- „Erfahrung und Hypothesen. Meinungen im Umkreis Lockes“. Philosophisches Jahrbuch Bd. 88, 1981, S. 20–49. URL: https://philosophisches-jahrbuch.de/wp-content/uploads/2019/03/PJ88_S20-49_Specht_Erfahrung-und-Hypothesen.pdf (aufgerufen: 7. April 2024).
- „L’occasionalismo in Germania nell‘età dei lumi“. Giornale critico della filosofia italiana vol. 64 (66), 1985, S. 189–214.
- „Zum Locke-Verständnis von ‘Process and reality’“. Whiteheads Metaphysik der Kreativität, hrsg. von F. Rapp und R. Wiehl, ISBN 3-495-47612-1. Freiburg 1986, S. 47–68.
- „Naturgesetz und Bindung Gottes“. Philosophie im Mittelalter. Entwicklungslinien und Paradigmen, hrsg. von J.P. Beckmann, L. Honnefelder, G. Schrimpf und G. Wieland, ISBN 978-3-7873-2550-4. Hamburg 1987, S. 409–424.
- „Del corpuscularismo de Suárez“. Historia y pensamiento: homenaje a Luis Díez del Corral ofrecido por la Universidad Complutense, hrsg. von María del Carmen Iglesias Cano, Bd. 2, ISBN 84-7754-009-8. Madrid 1987, S. 457–476.*
- „Spanisches Naturrecht: Klassik und Gegenwart“. Zeitschrift für philosophische Forschung Bd. 41, 1987, S. 169–182 JSTOR:20484116 (aufgerufen: 5. April 2024)
- „Über drei Arten von Metaphysik (mit Diskussion)“. Metaphysik heute? (= Kolloquien zur Gegenwartsphilosophie, Bd. 10, UTB 1471), hrsg. von Willi Oelmüller. 3-506-99385-2. Paderborn 1987, S. 170–201.
- „Über den Stil der Disputationes Metaphysicae von Francisco Suárez“. Allgemeine ZeitschrSuárez‘ Ansichten über das Allgemeineift für Philosophie Bd. 13, 1988, S. 19–37.
- „Berkeleys Traktat über die Erkenntnis von Geistern“. Disiecta membra, Studien, Karfried Gründer zum 60. Geburtstag. ISBN 978-3-7965-0887-5. Basel 1989, S. 189–198
- „Über die Körperlehre in Suárez‘ Disputationes Metaphysicae“. Mathesis rationis, Festschrift für Heinrich Schepers, hrsg. von A. Heinekamp, W. Lenzen und M. Schneider, ISBN 3-89323-229-X. Münster 1990, S. 207–222.
- „Derecho natural español: Clasicismo y modernidad“. Anuario de filosofía del derecho vol. 7 (1990), S. 343–354. URL: https://revistas.mjusticia.gob.es/index.php/AFD/article/view/1420/1420 (aufgerufen: 12. April 2024).
- „Über Carl Friedrich von Weizsäckers Denkweg“. Allgemeine Zeitschrift für Philosophie Bd. 15, 1990, S. 69–74.
- „Spinozas Umgestaltung der Grundthesen Descartes‘“. Spinoza, hrsg. von M. Schewe und A. Engstler (Auslegungen, Bd. 2, hrsg. von A. Silbermann), ISBN 3-631-41843-4. Frankfurt a. M. u. a. 1990, S. 31–54.
- „Wann ist der einzelne für seinen Staat verantwortlich?“. Auseinandersetzung mit der realsozialistischen Vergangenheit, hrsg. von K. Michaelis und H.-M. Pawlowski, ISBN 3-7890-2797-9. Baden-Baden 1992, S. 107–120.
- “Quand l’individu est-il résponsable de l’état auquel il appartient?” (Übersetzung). Revue d’allemagne et des pays de langue allemande vol. 24, 1992, S. 261–273.
- „Funktionen der Tradition“. Politik und Kultur nach der Aufklärung. Festschrift Hermann Lübbe zum 65. Geburtstag, hrsg. von K. Röttgers, ISBN 3-7965-0946-0. Basel 1992, S. 88–95.
- „„Moralphilosophie“ und „Metaphysik“ in den ersten Absätzen von Humes Enquiries“. Kant und sein Jahrhundert: Gedenkschrift für Giorgio Tonelli, hrsg. von C. Cesa und N. Hinske, ISBN 3-631-45215-2. Frankfurt a. M. 1993, S. 51–68.
- „Gassendi-Analogien in Lockes Theorie des sinnlichen Wissens“. Philosophisches Jahrbuch Bd. 100 (1993), S. 266–281. URL: https://philosophisches-jahrbuch.de/wp-content/uploads/2019/03/PJ100_S266-281_Specht_Gassendi-Analogien-in-Lockes-Theorie-des-sinnlichen-Wissens.pdf (aufgerufen: 5. April 2024)
- „Lockes Theorie des sinnlichen Wissens“. Verum et Factum: Beiträge zur Geistesgeschichte und Philosophie der Renaissance zum 60. Geburtstag von Stephan Otto, hrsg. von T, Albertini, ISBN 3-631-45130-X. Frankfurt a.M.1993, S. 137–181.
- „Darf der König von Spanien Indianer unterwerfen?“. Rechtsphilosophische Hefte. Beiträge zur Rechtswissenschaft, Philosophie und Politik, Bd. III, 1994, S. 51–68.
- "Sind einfache Ideen einfach und gegeben?". Aufklärung und Skepsis: Studien zur Philosophie und Geistesgeschichte des 17. und 18. Jahrhunderts. Günter Gawlick zum 65. Geburtstag. hrsg. von L. Kreimendahl (Quaestiones 8). ISBN 978-3-7728-1704-5. Stuttgart-Bad Cannstatt 1995, S. 238–254
- „Leibniz und seine Welt“. Information Philosophie Bd. 23, 1996, S. 5–15.
- „Ideen von mehr oder weniger Süße oder Licht. Zur Darstellung von Intensitäten bei Locke“. Zeitschrift für Philosophische Forschung Bd. 50, 1996, S. 291–308. JSTOR:20483793 (aufgerufen: 5. April 2024).
- „À propos des analogies entre les théories de la connaissance sensible chez Gassendi et Locke“. Gassendi et l‘Europe (1592-1792), hrsg. von Sylvia Murr. Paris 1997, ISBN 2-7116-1306-2. S. 237–243. URL: https://books.openedition.org/vrin/7282 (aufgerufen: 7. April 2024).
- "Lust und Schmerz in Lockes "Essay concerning Human Understanding". Affekte: Philosophische Beiträge zur Theorie der Emotionen. Reiner Wiehl gewidmet, hrsg. von S. Hübsch und D. Kaegi, ISBN 978-3-8253-0834-6. Heidelberg 1999, S. 117–136
- "Francisco Suárez über den Krieg". Suche nach Frieden. Politische Ethik in der frühen Neuzeit Bd. 1, hrsg. von N. Brieskorn und M. Riedenauer. ISBN 978-3-17-016439-0. Stuttgart 2000, S. 191–222
- „Die Spanische Spätscholastik im Kontext ihrer Zeit“. Die Ordnung der Praxis. Neue Studien zur Spanischen Spätscholastik, hrsg. von F. Grunert und K. Seelmann, ISBN 3-484-36568-4. Tübingen 2001, S. 3–17.
- „Über Polignacs „Antilucretius““. Epirrhosis. Festgabe Für Carl Schmitt, hrsg. von Hans Barion et al., ISBN 3-428-10847-7. Berlin 22002, S. 697–708. JSTOR:j.ctv1q6b59k.40 (aufgerufen: 7. April 2024).
- „John Lockes Lehre vom Allgemeinen“. Aufklärung Bd. l. 18, 2006, S. 69–94. JSTOR:24361702 (aufgerufen: 5. April 2024).

Lexikonartikel
- „Suarez“, Die Religion in Geschichte und Gegenwart Bd. 6. Göttingen 1962, Sp. 446–448.
- „Cartesianismus“. Historisches Wörterbuch der Philosophie Bd. 1, hrsg. von J. Ritter. Basel-Stuttgart 1971, Sp. 969–970.
- „Barockscholastik“. Sacramentum Mundi. Freiburg 1967, Sp. 475–477.
- „Anlaß“. Historisches Wörterbuch der Philosophie Bd. 1, hrsg. von J. Ritter. Basel-Stuttgart 1971, Sp. 325–327.
- „Einfluß“. Historisches Wörterbuch der Philosophie Bd. 2, hrsg. von J. Ritter, Basel-Stuttgart 1972, Sp. 395–396.
- „Causae“. Historisches Wörterbuch der Philosophie Bd. 1, hrsg. von J. Ritter. Basel-Stuttgart 1971, Sp. 973–976.
- „Generatio“. Historisches Wörterbuch der Philosophie Bd. 3, hrsg. von J. Ritter. Basel-Stuttgart 1974, Sp. 273.
- „Influxus physicus“. Historisches Wörterbuch der Philosophie Bd. 4, hrsg. von J. Ritter und K. Gründer. Basel-Stuttgart 1976, Sp. 354–356.
- „Indifferenz“, Historisches Wörterbuch der Philosophie Bd. 4, hrsg. von J. Ritter und K. Gründer. Basel-Stuttgart 1976, Sp. 283.
- „Kausalität“. Historisches Wörterbuch der Philosophie Bd. 5, hrsg. von J. Ritter und K. Gründer. Basel-Stuttgart 1981, Sp. 798–799.
- „Leib-Seele-Verhältnis“. Historisches Wörterbuch der Philosophie Bd. 5, hrsg. von J. Ritter und K. Gründer, Basel-Stuttgart 1981, Sp. 187–201
- „Molinismus“. . Historisches Wörterbuch der Philosophie Bd. 6, hrsg. von J. Ritter und K. Gründer. Basel-Stuttgart 1984, Sp. 95–96.
- „Modalität“. Historisches Wörterbuch der Philosophie Bd. 6, hrsg. von J. Ritter und K. Gründer. Basel-Stuttgart 1984, Sp. 9–12.
- „Occasionalismus“. Historisches Wörterbuch der Philosophie Bd. 6, hrsg. von J. Ritter und K. Gründer. Basel-Stuttgart 1984, Sp. 1090–1091.
- „Nisus“. Historisches Wörterbuch der Philosophie Bd. 6, hrsg. von J. Ritter und K. Gründer. Basel-Stuttgart 1984, Sp. 857–866.
- „Naturrecht“ III. Historisches Wörterbuch der Philosophie Bd. 6, hrsg. von J. Ritter und K. Gründer. Basel-Stuttgart 1984, Sp. 571–582.
- „Locke“. Staatslexikon Bd. 3, hrsg. von der Görres-Gesellschaft. Freiburg 71987, Sp. 932–934
- „Philosophie“ IV, Neuzeit A. Historisches Wörterbuch der Philosophie Bd. 7, hrsg. von J. Ritter und K. Gründer. Basel-Stuttgart 1989, Sp. 682–695.
- „Quantität“ III, Neuzeit. Historisches Wörterbuch der Philosophie Bd. 7, hrsg. von J. Ritter und K. Gründer. Basel-Stuttgart 1989, Sp. 1808–1818.
- „Suárez“. Staatslexikon Bd. 5, hrsg. von der Görres-Gesellschaft. Freiburg 71989, Sp. 384–386
- „Potentia/Actus“. Handbook of Metaphysics and Ontology, hrsg. von H. Burckhardt und B. Smith. München 1991, S. 719–720.

Übersetzungen
- José María Sánchez Silva. Die Eselin Ungerad. München 1956.
- Mateo Alemán. „Wie ich zum reichen Bettler wurde“. Hochland Bd. 49, 1956/57, S. 259–267.
- José María Sánchez Silva. Neue Geschichten von Marcelino. München 1957.
- Mercedes Ballesteros. Die andere Welt des kleinen Andreas. München 1957.
- José María Sánchez Silva. Der Ketzer Tadeo. München 1958.
- Juan Ferrando Badía. „Die spanische Verfassung von 1812 und Europa“. Der Staat Bd. 2 (1963), S. 153–180. HeinOnline Law Journal Library, URL: https://heinonline.org/HOL/P?h=hein.journals/destaat2&i=171 (aufgerufen: 7. April 2024).
- Pablo Lucas Verdú. „Die Entwicklung der Staatstheorie in Spanien seit 1945“. Der Staat Bd. 2, 1963, S. 227–244. JSTOR:43639314 (aufgerufen: 7. April 2024).
- Luis Díez del Corral. Doktrinärer Liberalismus. Neuwied a. Rh. 1964.
- (mit Stefanie Neumann) André Neher. Moses in Selbstzeugnissen und Bilddokumenten. Hamburg 1964.
- Mateo Aleman. „Das Leben des Guzman von Alfarache“. Spanische Schelmenromane Bd. I, hrsg. von Horst Baader. München 1964.
- (mit Eberhard Jäckel) Saul Friedländer. Pius XII. und das Dritte Reich : Eine Dokumentation. Hamburg 1965.
- Vicente Espinel. „Das Leben des Schildknappen Marcos von Obregon“. Spanische Schelmenromane Bd. II, hrsg. von Horst Baader. München 1965.
- Jorge Guillén. Sprache und Poesie. Einige Beispiele aus Spanien. München 1965.
- Camilo José Cela/Pablo Picasso. Geschichten ohne Liebe. Berlin 1968. München 1990, 22018.
- Luis Diez del Coral. „Chateaubriand und der soziologische Ästhetizismus Tocquevilles“. Epirrhosis: Festgabe für Carl Schmitt, hrsg. von H. Barion, E.W. Böckenförde u.a., Bd. 1. Berlin 1968, S. 115–152.
- Jacques D’Hondt. „Deutsche Aufklärung und französische Lumières“. Zeitschrift für Philosophische Forschung Bd. 51, 1997, S. 309–18. JSTOR:20483865 (aufgerufen: 7. April 2024).

Festschrift
- Rolf W. Puster: Veritas filia temporis?: Philosophiehistorie zwischen Wahrheit undeschichte. Festschrift für Rainer Specht zum 65. Geburtstag. Berlin 1995, ISBN 3-11-014170-1.